# Texto bidireccional
El texto bidireccional es aquel que contiene a la vez texto orientado para su lectura de izquierda a derecha (LTR en inglés) y de derecha a izquierda (RTL en inglés), ya que cada uno ha de ser escrito en el sentido de escritura respectivo: de izquierda a derecha como el español, o de derecha a izquierda como el árabe y el hebreo.

## Texto RTL y LTR
Unos pocos sistemas de escritura, tales como los que utilizan el alfabeto árabe o el alfabeto hebreo, se escriben de derecha a izquierda (en inglés, Right-To-Left o RTL), a diferencia de la gran mayoría de sistemas de escritura que se escriben de izquierda a derecha (en inglés, Left-To-Right o LTR), como el español y su alfabeto latino.
Cuando un texto contiene ambos tipos de escritura correctamente orientados, se dice que es bidireccional.

## Otros sistemas de escritura
Además de las escrituras LTR y las RTL existen otras, como los jeroglíficos egipcios, que pueden ser escritos en ambos sentidos, ya que incorporan un glifo de cabecera y otro que marca el final del escrito.
También encontramos sistemas que pueden escribirse de arriba abajo, como el chino.
Finalmente se encuentran escrituras en las que el sentido de escritura va cambiando a cada línea, empezando por ejemplo RTL y siguiendo LTR (omitiendo el retorno de carro), posteriormente RTL, y así sucesivamente. Este sistema se denomina bustrofedon. Los únicos ejemplos que encontramos pertenecen a inscripciones de lenguas muertas, como el griego antiguo, el tuareg o el rúnico. En inscripciones de estas lenguas no es extraño ver disposiciones de textos orientados de arriba abajo y viceversa o siguiendo una curva espiral.

## Soporte bidireccional en programas
Hoy en día, prácticamente todos los editores de texto y navegadores de Internet incorporan el soporte a la bidireccionalidad (también llamado BiDi o bidi).
Años atrás la situación fue muy diferente: o bien era imposible escribir en árabe o hebreo (de derecha a izquierda), o bien solamente se podía escribir o en árabe/hebreo o en escritura latina según la configuración del ordenador, o bien se requería software especializado (generalmente de pago), sin mencionar el resto de problemas inherentes al software del pasado (incompatibilidades, bugs, falta de soporte o actualizaciones...).
Una de las bases de la implementación del BiDi fue el Unicode, un estándar internacional de codificación de la escritura. También existen algoritmos de licencia GNU (ver enlaces externos). Ambos tratan de discernir qué tipo de carácter es el que hay que mostrar, y dónde insertarlo (a la derecha o a la izquierda del último insertado).

### Marcas LTR / RTL
- marca LTR (marca de izquierda a derecha): Unicode U+200E, HTML &lrm; or &#8206;.
- marca RTL (marca de derecha a izquierda): Unicode U+200F, HTML &rlm; or &#8207;.